# Ер'ян Нільсен
Ер'ян Нільсен (норв. Ørjan Nilsen; нар. 14 червня 1982, Кіркенес, Норвегія) — діджей і продюсер, який грає в стилі транс.

## Біографія
Ер'ян Нільсен народився 14 червня 1982 року в невеликому норвезькому місті Кіркенес. З раннього дитинства Ер'яна тягнуло до музичних інструментів. Його головною дитячою забавкою було стукати по барабанах, але пізніше це перетворилося в серйозне захоплення:
«Так, у віці один рік я вже щосили експлуатував ударні! З приводу тих людей, які були моїми кумирами в ранніх роках — це, звичайно ж, Тієсто, трохи пізніше Армін. Та й взагалі, мені важко називати якісь імена, я хворів танцювальною музикою ще з дитинства, кожен день, відкриваючи для себе все нових і нових героїв. Мені не пощастило відвідати в ті роки якийсь захід, де грав відомий і улюблений мною артист. Мені доводилося всього лише дивитися записи їхніх виступів на YouTube і сподіватися на те, що я колись зможу познайомитися з ними особисто.» — розповідав Ер'ян.
В 7 років в Ер'яна з'явився перший клавішний інструмент, на якому він дуже любив грати вже відомі композиції, або ж створювати щось своє. Пізніше він вирішив стати музикантом і у віці 12 років назавжди визначився зі стилем. У 16 років він почав вивчати ази професійного написання музики. Він придбав свій перший справжній синтезатор, секвенсор і свою першу драм-машину для повноцінної творчості, і почав вивчати створення басс-ліній і т. д. Через рік Ер'ян почав тренуватися в мистецтві діджеїнгу:
«Мені було років 17. Я тоді вийшов перед публікою в місцевому клубі. Звичайно ж, я нервував, переживав, що відвідувачі просто мене не сприймуть всерйоз, але потім зібрався — і у мене все вийшло! Я бачив, як люди поступово входили в мій ритм, і це дійсно окриляло! В результаті, ця пригода закінчилася бурхливими оплесками всіх присутніх в залі людей! Завжди приємно згадувати цей день!».
У 2004 році зробив кілька неофіційних реміксів на які звернули увагу в трансспівтоваристві й почали грати в клубах і радіостанціях по всьому світу, проте ні на який лейбл їх так і не підписали. Але вже у 2005 році його робота «Red Woods», яку він зробив під псевдонімом DJ Governor прозвучала в популярному радіошоу A State of Trance, яке веде один із найіменитіших ді-джеїв Армін ван Бюрен. Саме він підтримав перший офіційний вініл Ер'яна «Arctic Globe / Prison Break», випущений у 2006 році. У 2008 році Ер'ян нарешті підписав контракт з відомим музичним лейблом Armada Music, який і вплинув на його подальшу кар'єру. Перший реліз, який він випустив на цьому лейблі, був «Scrubs / La Guitarra», який вже вважається класикою трансу. Трек «La Guitarra» Ер'ян присвятив своєму покійному братові.
У 2009 році Ер'ян стає автором 9 серії компіляції «Trance World», що вийшла на тому ж лейблі Armada Music.
У 2011 році випустив свій дебютний альбом «In My Opinion», над яким він працював понад рік. Про альбом він говорив: «Я дуже сподіваюся, що на диску кожен зможе знайти для себе щось вартісне і цікаве: від мрійливих, повних мелодики „Redemption“ і „Anywhere But Here“ до справжніх бойовиків — „Go Fast!“ і „The Mule“. У всі ці треки я вклав частинку своєї душі. І після цього кожен позитивний коментар справді радує мене й абсолютно точно дає зрозуміти — мої старання не пройшли дарма!». Зрештою Орьян підтвердив статус зірки електронної музики. Він став улюбленцем Арміна ван Бюрена, який до дірок затирав його трек «Between the Rays», Ер'яна почали запрошувати на великі електронні фестивалі, а також він потрапив на 49 місце в DJ Mag Top 100.
У 2012 році Эрьян отримав премію IDMA в номінації «Прорив року».

## Дискографія

### Альбоми
- In My Opinion (2011)
- No Saint Out Of Me (2013)

### Сингли

#### 2006
- Ørjan Nilsen — «Arctic Globe / Prison Break» (Intuition Recordings)
- DJ Governor — Red Woods (Captivating Sounds)
- DJ SL — High Pressure (Black Hole Recordings)

#### 2007
- Ørjan vs. Octagen — «Lost Once» (Galactive)
- Ørjan Nilsen — «Orlando» (Expedition Music)
- Ørjan Nilsen pres. O&R — «Beat Design / Rain» (Enhanced Recordings)
- Ørjan Nilsen — «In Fusion / Spawns» (Expedition Music)
- Orion — «Gobstice / Adamantica» (Dedicated)

#### 2008
- Ørjan Nilsen — «Black Mamba / Down & Dirty» (Octavius)
- Ørjan Nilsen — «Scrubs / La Guitarra» (Armind)

#### 2010
- Ørjan Nilsen — «Sanctuary / The Odd Number» (Armind)
- John o'callaghan and Тіммі & Tommy — «Talk to Me» (Subculture) — (Remix by Ørjan Nilsen)
- Ørjan Nilsen — «Lovers Lane» (Armind)
- Ørjan Nilsen — «So Long Radio» (Soundpiercing)
- Ørjan Nilsen — Shoutbox! (Captivating Sounds)

#### 2011
- DJ Governor — Shades Of Grey / Pale Memories (Armind)
- Ørjan Nilsen — Go Fast! (Armind)
- Ørjan Nilsen — Mjuzik (Armind)
- Ørjan Nilsen — Anywhere But Here (feat. Neev Kennedy) (Armind)
- Ørjan Nilsen — Between The Rays / The Mule (Armind)
- Arnej & Ørjan Nilsen — The Music Makers (Arnej Music)
- Ørjan Nilsen — Viking / Atchoo! (Armind)

#### 2012
- Ørjan Nilsen — Lucky Strike / Legions (Armind)
- Ørjan Nilsen — Amsterdam (Armind)
- Ørjan Nilsen & Armin van Buuren — Belter (Armind)
- Ørjan Nilsen — Endymion (Armind)

#### 2013
- Orjan Nilsen — Burana / Filthy Fandango (Armind)
- Ørjan Nilsen — No Saint Out Of Me (Armind)
- Ørjan Nilsen — Violetta (Armind)
- Orjan Nilsen — XIING (Armind)
- Orjan Nilsen — Copperfield (Armind)

#### 2017
- Orjan Nilsen feat. IDA — Drowning (In My Opinion)